# Condado de la Cañada
El condado de la Cañada es un título nobiliario español creado en 12 de noviembre de 1789 por el rey Carlos IV a favor de Juan Acedo-Rico y Rodríguez, jurista en la Corte de Carlos III. Por real despacho expedido el 21 de diciembre de 1880, se le incorporó la grandeza de España.

## Condes de la Cañada
|                                     | Titular                                              | Periodo                             |
| Creado en 1789 por el rey Carlos IV | Creado en 1789 por el rey Carlos IV                  | Creado en 1789 por el rey Carlos IV |
| ----------------------------------- | ---------------------------------------------------- | ----------------------------------- |
| I                                   | Juan Acedo-Rico y Rodríguez                          | 1789-1795                           |
| II                                  | José de Acedo-Rico y Macías                          | 1796-1827                           |
| III                                 | Ramón de Acedo-Rico y Macías                         | 1828-1830                           |
| IV                                  | Bernardo Acedo-Rico y Macías                         | 1831-1841                           |
| V                                   | Joaquín Acedo-Rico y Olazábal                        | 1841-1847                           |
| VI                                  | Rafael Acedo Rico y Amat                             | 1852-1891                           |
| VII                                 | Juan Acedo-Rico y Medrano                            | 1891-1904                           |
| VIII                                | Rafael Acedo-Rico y Jarava                           | 1905-1936                           |
| IX                                  | Rafael Acedo-Rico y Sánchez de Ocaña                 | 1950-1973                           |
| X                                   | María de la Concepción Acedo-Rico y Sánchez de Ocaña | 1973-1974                           |
| XI                                  | Manuel de la Barreda y Acedo-Rico                    | 1975-2009                           |
| XII                                 | Manuel Gervasio de la Barreda y Mingot               | 2010-actual titular                 |

## Historia de los condes de la Cañada
- Juan Acedo-Rico y Rodríguez, también llamado Juan Acedo-Rico y Pérez,[2] (Acebo, 26 de abril de 1726-Madrid, 18 de diciembre de 1795), I conde de la Cañada,[3] caballero de la Orden de Carlos III ((1774), alcalde de Casa y Corte (1776), consejero de Hacienda (1770), consejero del Real Consejo de Castilla (1773) y de la Cámara de Castilla (1776), gobernador del Consejo de Hacienda /1792) y consejero de Estado (1792).Barrientos Grandon (2023, p. 114) Era hijo de Juan Rico y Acedo y de María Pérez Lázaro, ambos naturales de Acebo.Barrientos Grandon (2023, p. 118)

Casó, en primeras nupcias en la parroquia de San Pedro el Real de Madrid, el 24 de junio de 1779, con Bernarda Macías y Zambrano (Málaga, 27 de junio de 1735-1777). Contrajo un segundo matrimonio, el 14 de marzo de 1779, con Josefa Joaquina de Olazábal (baut. Irún, 18 de julio de 1761-Irún, 12 de octubre de 1799), quien, después de enviudar, casó en segundas nupcias, en 1797, con Diego de Godoy y Álvarez de Faría, I duque de Almodóvar del Campo. El primer conde otorgó testamento y heredó a sus hijos del primer matrimonio, José, Pablo, Ramón, Bernardo, Ana y Bernarda, así como los de su segundo matrimonio llamados Joaquín, Mariano, Josefa y Teresa. El 23 de mayo de 1796, le sucedió su hijo del primer matrimonio:
- José Raimundo de Acedo-Rico y Macías (Madrid, 15 de marzo de 1762-5 de diciembre de 1827), II conde de la Cañada,[4][3] caballero de la Orden de Carlos III,Barrientos Grandon (2023, p. 111) alcalde del crimen de la Real Audiencia de Barcelona (1787), oidor de este tribunal en 1789, alcalde de Casa y Corte en 1792, y consejero supernumerario en el Consejo Supremo de Hacienda en 1795.[4]

Casó con Maximina Núñez y Cuervo López. Le sucedió su hermano:
- Ramón de Acedo-Rico y Macías (Madrid, 31 de agosto de 1771-Salamanca, 16 de diciembre de 1830),[6] III conde de la Cañada,[3] y brigadier de los Reales Ejércitos.[5]

Casó con María de los Dolores de Estepar, natural de Cádiz, de quien tuvo una hija, María Magdalena de Acedo y Estepar, nacida en 1807. Sucedió su hermano:
- Bernardo de Acedo y Macías (m. 23 de octubre de 1841), IV conde de la Cañada.[a]

Sin descendencia, le sucedió su hermano,Barrientos Grandon (2023, p. 122) hijo del segundo matrimonio de su padre:
- Joaquín Acedo-Rico y Olazábal (Madrid, 1781-2 de febrero de 1847), V conde de la Cañada,Barrientos Grandon (2023, p. 122) capitán del regimiento de la Reina de Caballería.Barrientos Grandon (2023, p. 122)

Casó, en primeras nupcias el 23 de febrero de 1805, con María Teresa de Amat y Quintano, natural de Pontevedra, hija de José Amat, natural de Barcelona, caballero de la Orden de San Juan, coronel de los Reales Ejércitos y agregatdo al Estado Mayor de Madrid, y de su esposa Antonia Quintana de Solís.Contrajo un segundo matrinomio, el 7 de agosto de 1833, con Mauricia Girón y Ulloa. El 16 de junio de 1852, le sucedió su hijo del primer matrimonio:
- Rafael Acedo Rico y Amat (1816-17 de febrero de 1891), VI conde de la Cañada, grande de España[3] y teniente general.

Casó, el 24 de junio de 1842, con Josefa Medrano Maldonado. El 27 de abril de 1891, le sucedió su hijo.
- Juan Acedo-Rico y Medrano (29 de enero de 1851-8 de agosto de 1904), VII conde de la Cañada, grande de España.[3]

Casó, el 6 de enero de 1878, con María Manuela Jarava y Muñoz. El 13 de enero de 1905, le sucedió su hijo:
- Rafael Acedo-Rico y Jarava (1880-17 de diciembre de 1936), VIII conde de la Cañada, grande de España.[3]

Contrajo matrimonio, el 24 de octubre de 1906, con María de los Dolores Sánchez de Ocaña y Acedo-Rico. El 23 de junio de 1950, le sucedió su hijo:
- Rafael Acedo-Rico y Sánchez de Ocaña (1921-2 de febrero de 1973), IX conde de la Cañada, grande de España.[3]

El 31 de octubre de 1973, le sucedió su hermana:
- María de la Concepción Acedo-Rico y Sánchez de Ocaña (1908-4 de marzo de 1974), X condesa de la Cañada, grande de España.[3][8] :: Casó, el 17 de abril de 1933, con Manuel de la Barreda Treviño, presidente de la Audiencia de Cuenca.[3] El 15 de julio de 1975, le sucedió su hijo:[1]

- Manuel de la Barreda y Acedo-Rico (1934-16 de junio de 2009),[9] XI conde de la Cañada, grande de España.[3][10]

Casó, el 1 de mayo de 1963, María del Socorro Mingot y Valero de Palma, nieta del marqués de Valero de Palma. El 20 de abril de 2010, le sucedió su hijo:
- Manuel Gervasio de la Barreda y Mingot (n. 1964), XII conde de la Cañada, grande de España.[1][11]

Casó con Lourdes Navarro y Sánchez-Arjona, hija del marqués de Castañiza.